# Уитли, Фрэнсис (художник)
Фрэнсис Уитли (англ. Francis Wheatley; 1747, Лондон — 28 июня 1801, там же) — английский живописец-портретист. 

## Биография

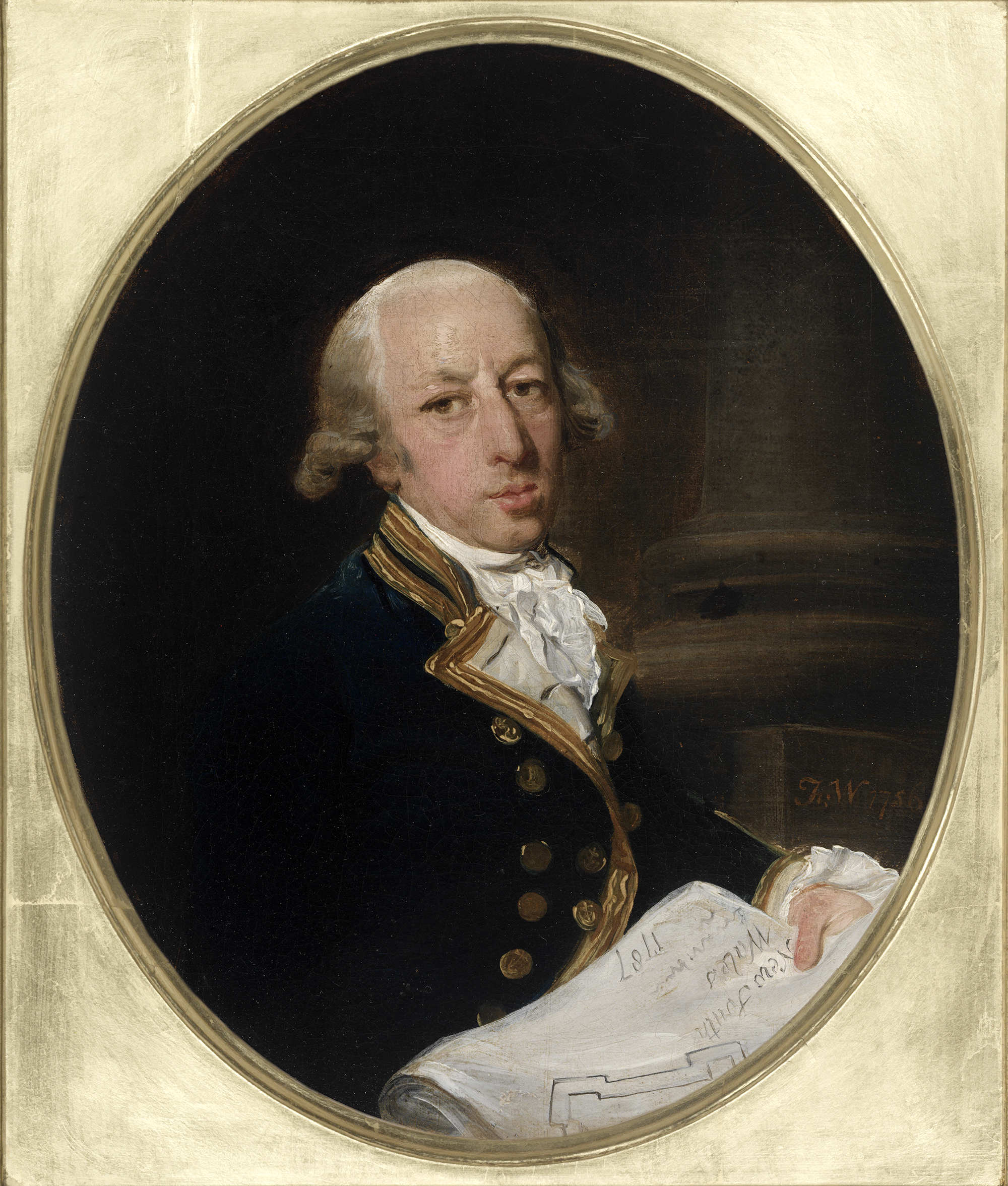
Адмирал Артур Филлип, известный, как отец-основатель Австралии, 1786. Государственная библиотека Нового Южного Уэльса, Сидней, Австралия.

Родился в лондонском районе Ковент-Гарден в семье портного. Живописи начал обучаться в рисовальной школе Уильяма Шипли, а затем продолжил своё обучение в Королевской академии художеств. За свои работы Уитли получил несколько премий Королевского общества поощрения художеств. Уитли также помогал Джону Гамильтону Мортимеру в росписи потолков в поместье лорда Мельбурна Брокет-холл в Хартфордшире. Кроме того, по некоторым данным, Уитли сотрудничал с художником Томасом Молтоном, изображая человеческие фигуры в качестве стаффажа в его архитектурных перспективах.
В молодости Уитли вел разгульный образ жизни. Впервые он выставил свои работы в Королевской академии в 1778 году и уже вскоре получил высокие оценки тогдашних критиков и заработал себе хорошую репутацию. Однако, запутавшись в долгах, Уитли вынужден был спасаться от кредиторов, и в результате бежал в Ирландию, захватив с собой молодую женщину по имени Элизабет Гресс, жену коллеги-художника Джона Александра Гресса (1741-1794).
Летом 1779 года Уитли прибыл в Дублин вместе с Элизабет, которую представил публике, как свою официальную жену, и быстро зарекомендовал себя на новом месте в качестве хорошего портретиста. Среди прочего, он создал групповой портрет членов Палаты общин Ирландии. Однако, когда обстоятельства личной жизни Уитли раскрылись, он вынужден был со скандалом вернуться в Лондон.
Там художник стал создавать небольшие портреты и жанровые сцены, подражая французскому живописцу Жану-Батисту Грёзу. Он также пробовал себя, как гравер, акварелист и художник-иллюстратор, а некоторые его работы были гравированы другими художниками. В конце концов, Уитли восстановил свою репутацию и в 1791 году был избран действительным членом (академиком) Королевской академии художеств. 
Ещё до этого, в 1787 году, Уитли женился на Кларе Марии Ли (1768–1838), которая была моложе него на 21 год. Ли сама увлекалась живописью, и была ученицей и моделью своего мужа. После смерти Уитли она второй раз вышла замуж за ирландского актера Александра Поупа, и, уже как миссис Поуп, сумела стать довольно известной художницей — мастером по созданию натюрмортов и портретов. 
Сегодня Фрэнсис Уитли наиболее известен тем, что создал два портрета основателя постоянных британских поселений в Австралии адмирала Артура Филлипа. Один из этих портретов сегодня хранится в Лондоне, тогда как другой — в Сиднее, и без их воспроизведения не обходится практически ни одно издание, посвящённое истории австралийского континента.

## Галерея

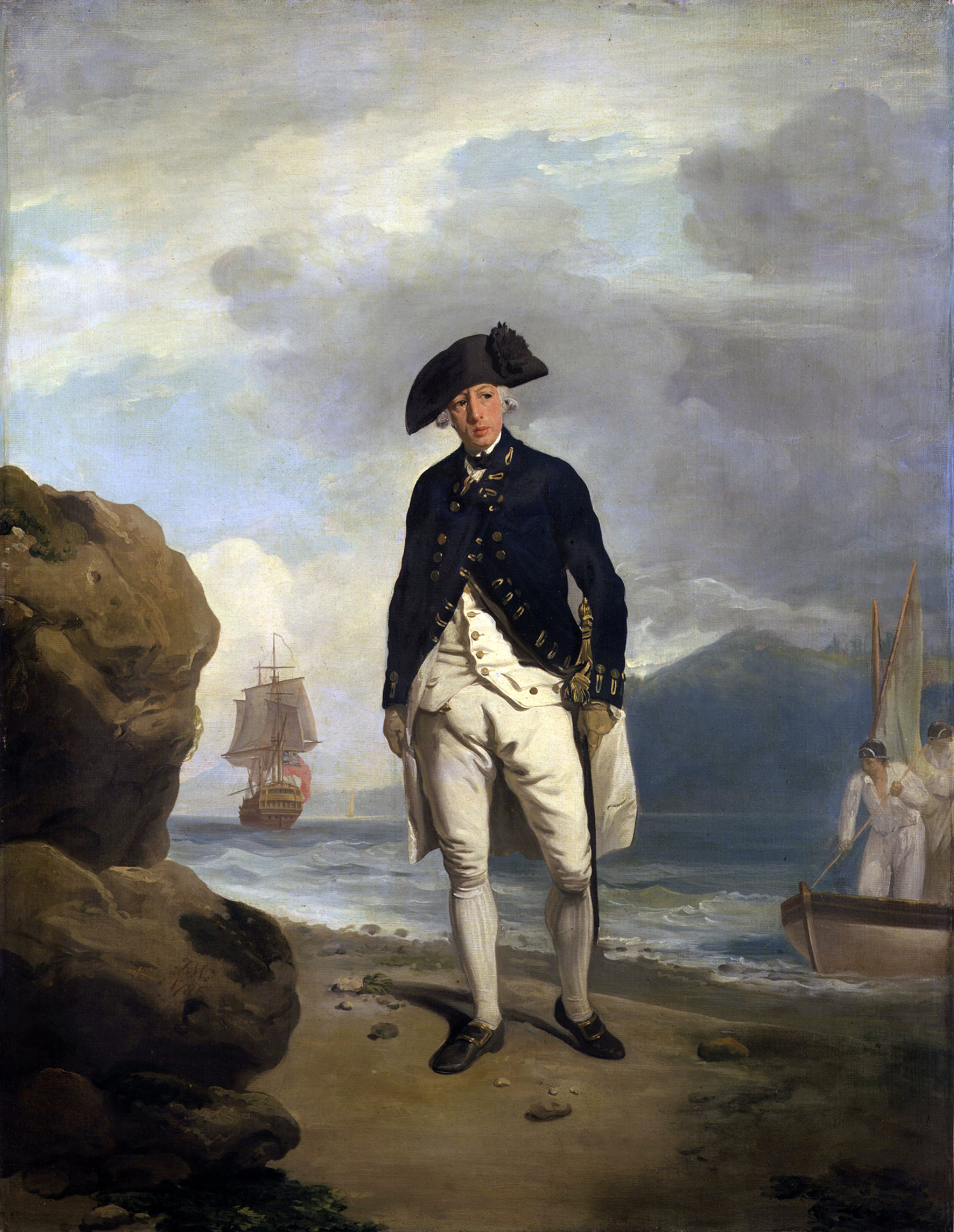
Адмирал Артур Филлип, известный, как отец-основатель Австралии, 1786, Национальная портретная галерея, Лондон.
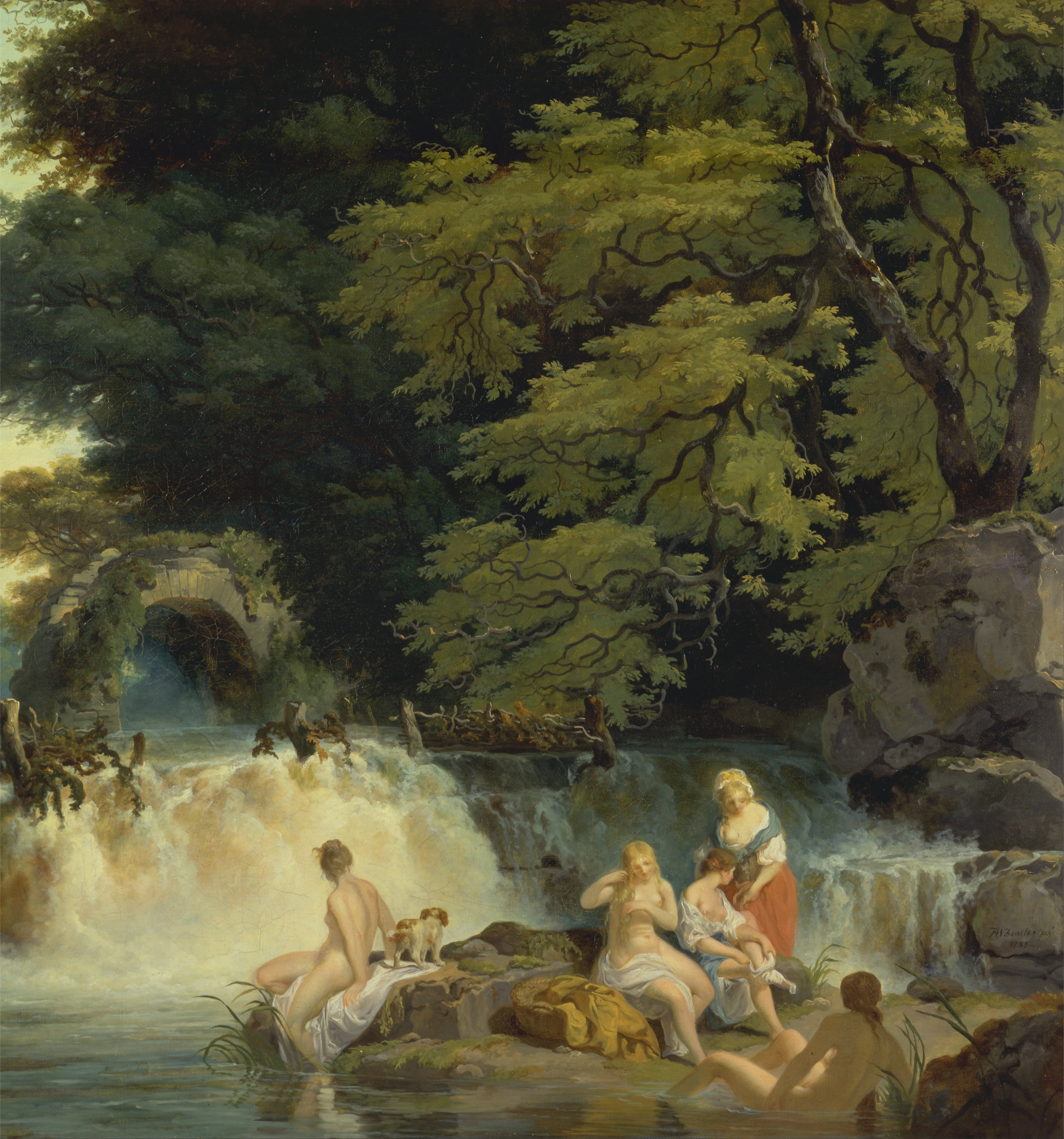
Форелевый ручей, 1783, Йельский центр британского искусства (запасники).
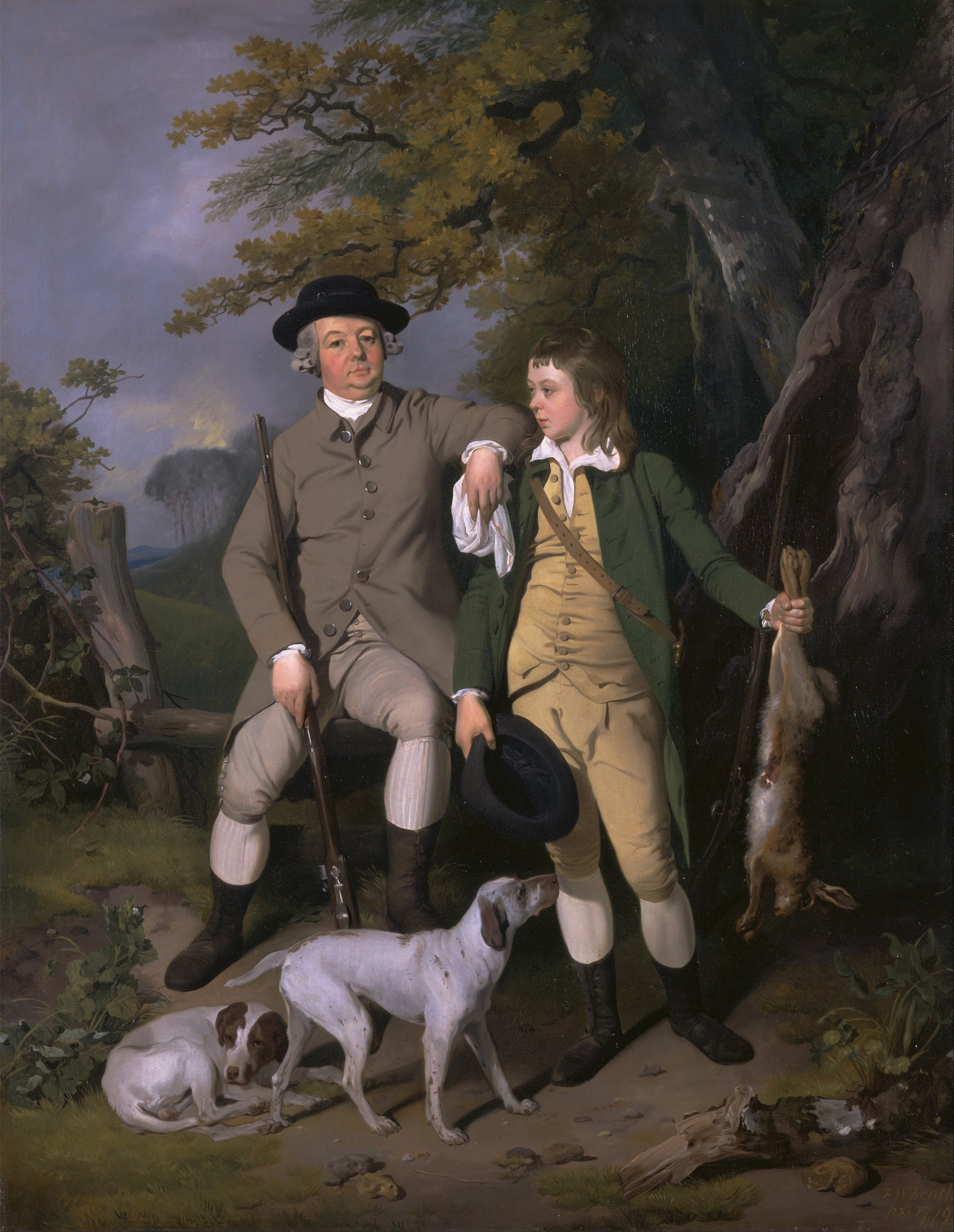
Портрет охотника с сыном, 1779, Йельский центр британского искусства (запасники).
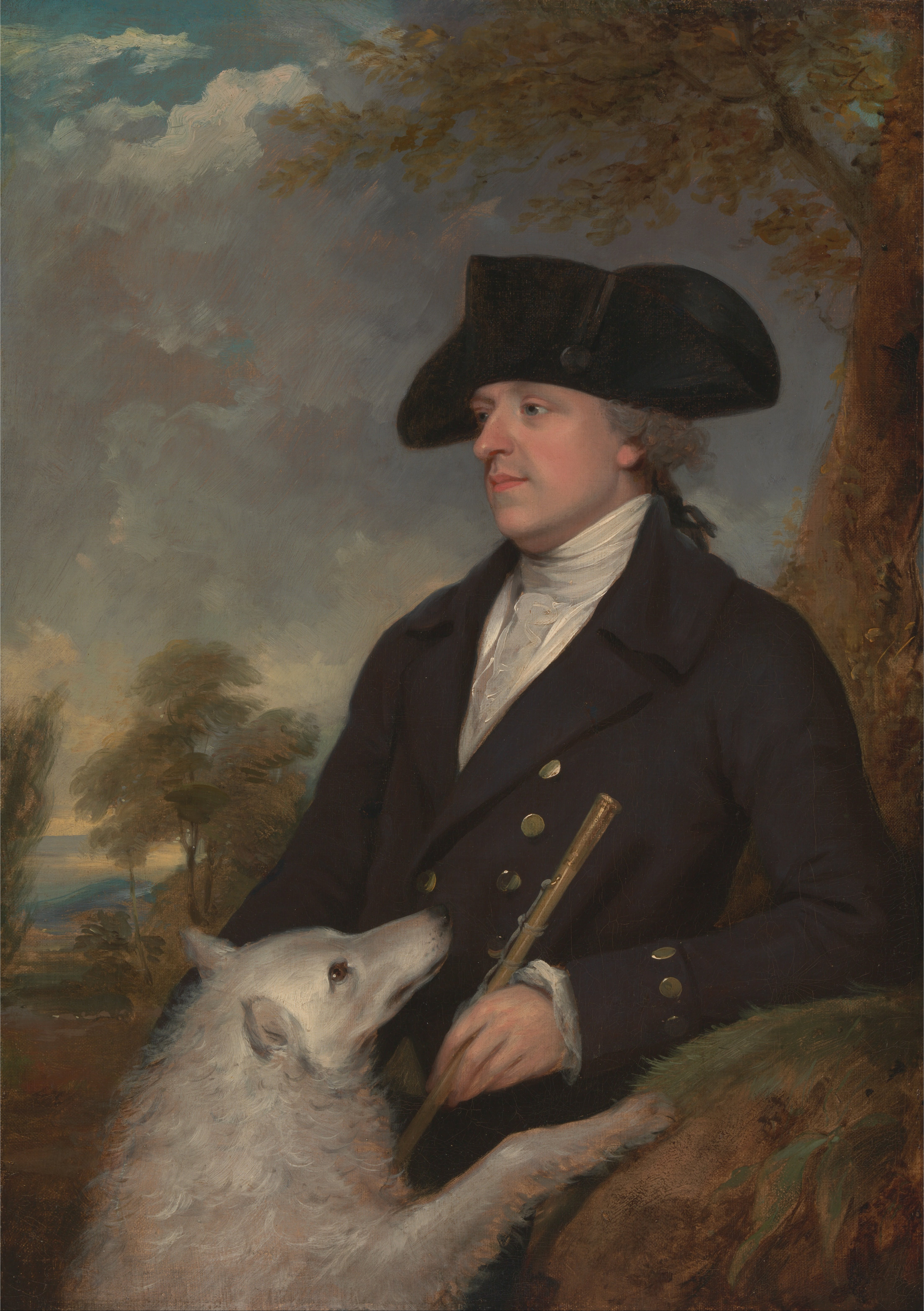
Портрет капитана Стивенса, около 1795, Йельский центр британского искусства (запасники).
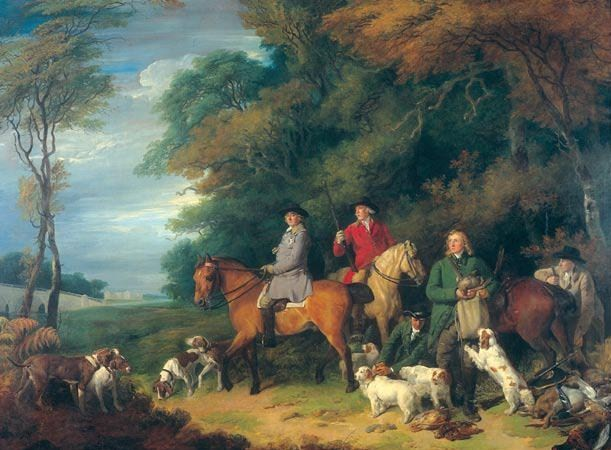
Генри, герцог Ньюкасл и полковник Личфилд на охоте, 1788, Шеффилдская картинная галерея, Шеффилд, Англия.
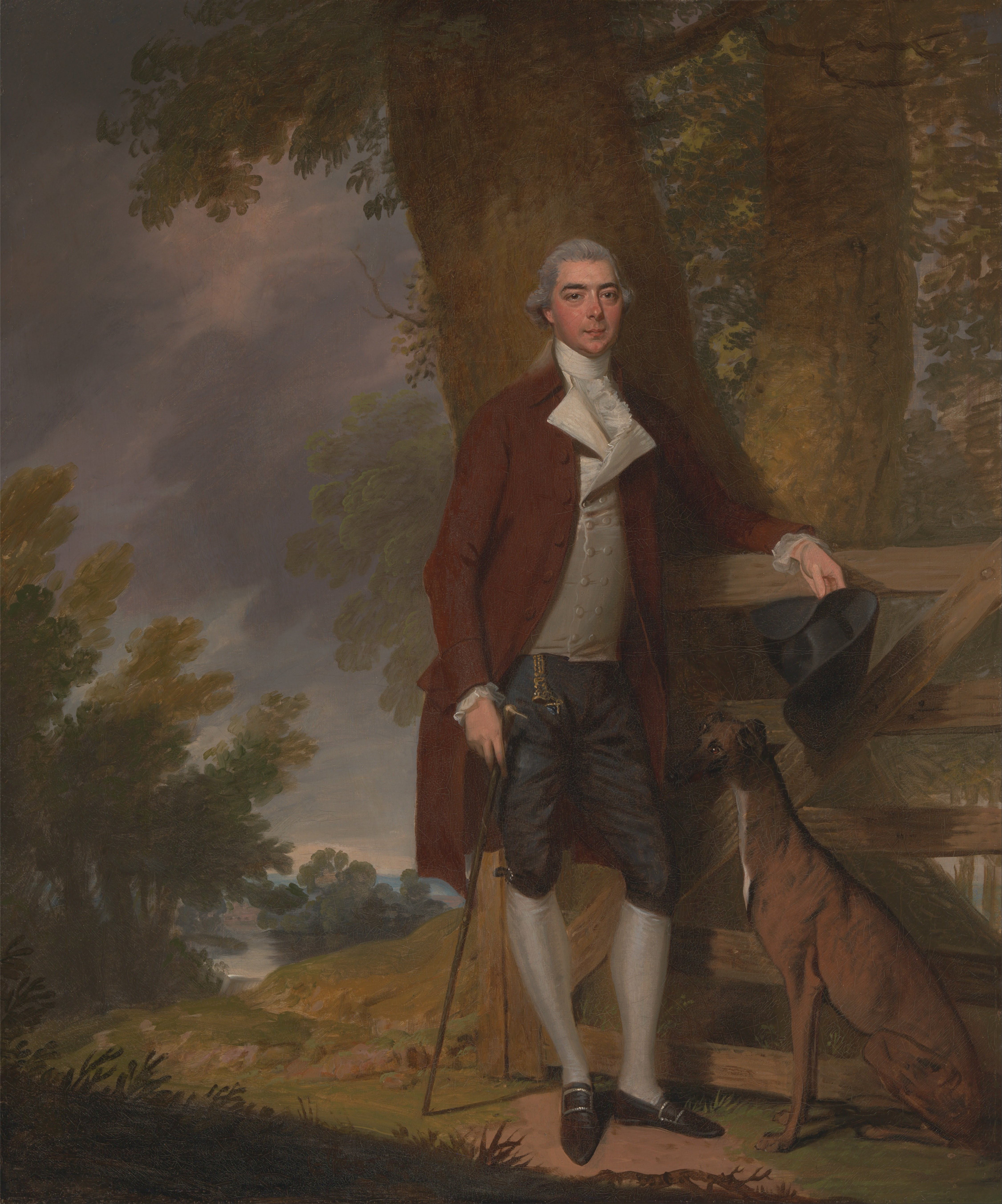
Портрет неизвестного джентльмена с собакой на фоне пейзажа, около 1780, Йельский центр британского искусства (запасники).
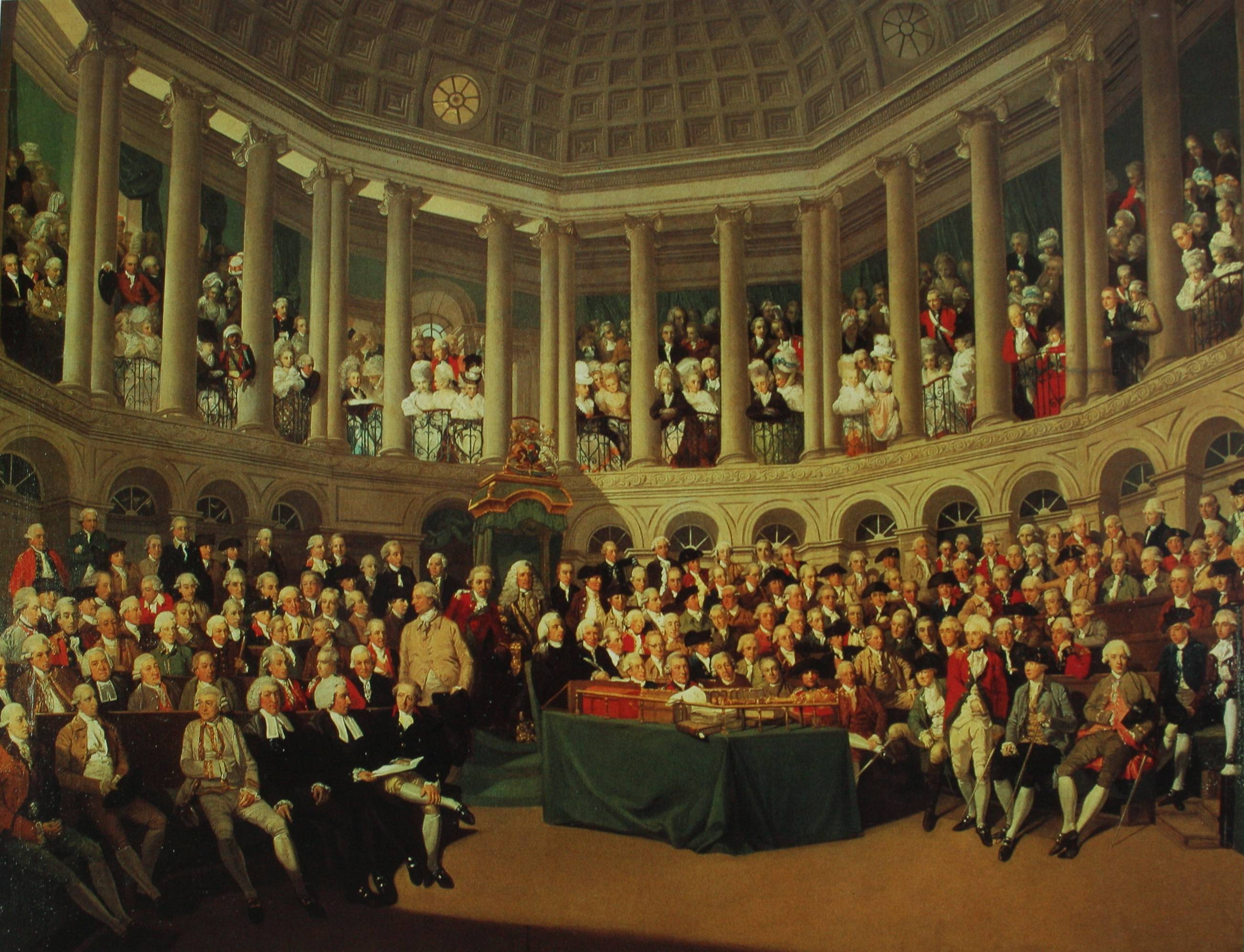
Палата общин Ирландии в 1780 году.
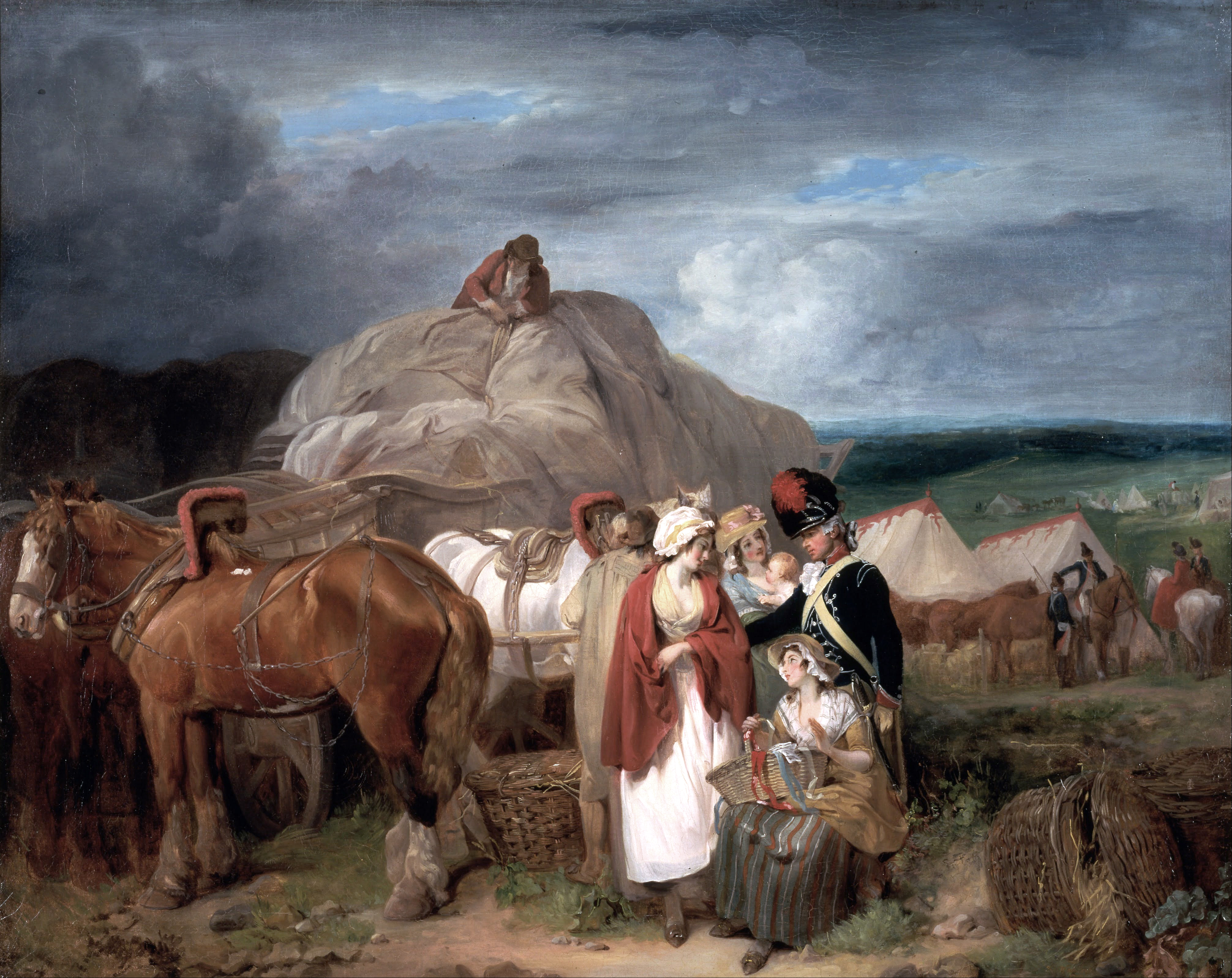
Солдат и деревенские девушки — торговки лентами на фоне военного лагеря, 1788, Йельский центр британского искусства (запасники).